# Carmela (brano musicale)
Carmela è una canzone in lingua napoletana pubblicata nel 1976; testo di Salvatore Palomba e musica di Sergio Bruni.
Il brano musicale prodotto da Sergio Bruni, in collaborazione con il poeta Salvatore Palomba, è divenuto in breve tempo un classico della canzone napoletana.

## Descrizione
La canzone è un racconto malinconico e struggente di un innamorato di una donna, nel contempo è una dedica alla città di Napoli.